# Grimme-Denkmal
Das Grimme-Denkmal, gesetzt 1906/7 mit Unterstützung des Sauerländischen Gebirgsvereins, befindet sich an der Grimmestraße in der Dorfmitte von Assinghausen, einem Stadtteil von Olsberg. Das Denkmal erinnert an den westfälischen Heimatdichter Friedrich Wilhelm Grimme (1827–1887), der in Assinghausen geboren wurde. Die Porträtbüste Grimmes aus Bronzeguss wurde vom Bildhauer Albert Pehle (1874 in Lippstadt; † 1948 in Düsseldorf) geschaffen. 1953 wurde das Denkmal umgestaltet, der Obelisk, das westfälische Ross auf seiner Spitze und ein beschädigtes Wasserbecken wurden entfernt. Am 17. September 2007 wurde das Denkmal 100 Jahre alt.

## Bildergalerie

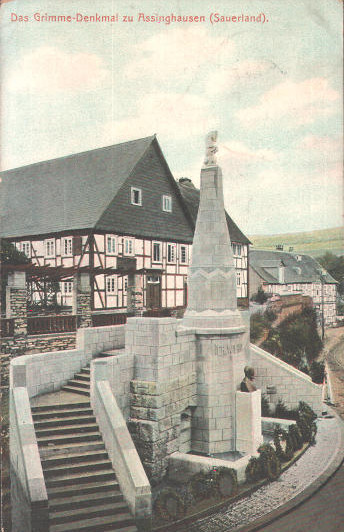
Grimme-Denkmal um 1910
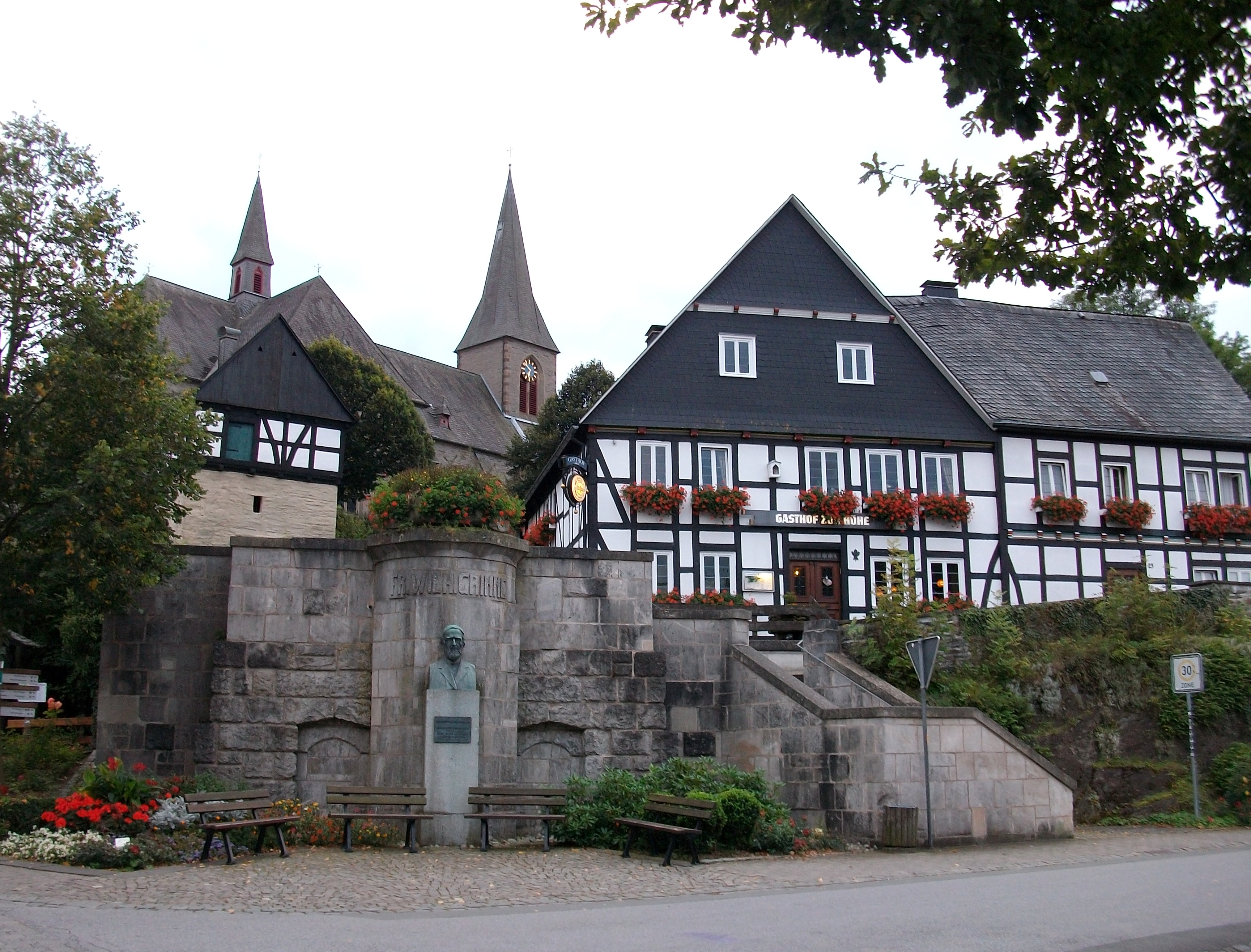
Grimme-Denkmal in Assinghausen 2011